# Paul Johansen
Paul Johansen (* 10. Dezemberjul. / 23. Dezember 1901greg. in Reval; † 14. April 1965 in Hamburg) war ein deutsch-estnischer Historiker und Archivar.

## Leben und Werk
Paul Johansen wurde als Sohn des dänischstämmigen Landschaftsarchitekten Jens Christian Johansen geboren. 1919 machte er sein Abitur an der Domschule in Tallinn. Im selben Jahr begann er eine militärische Ausbildung, wurde allerdings nicht an der Front des Estnischen Freiheitskriegs gegen Sowjetrussland (1918–1920) eingesetzt.
Ab 1919 studierte er an der Universität Kopenhagen, dann 1920–21 an der Landwirtschaftlichen Unterrichts-, Versuchs- und Musteranstalt Hohenheim Agronomie; von 1921 bis 1924 studierte er Geschichte an der Universität Leipzig und promovierte 1924. Er ging nach Estland zurück, wo er eine Anstellung im Tallinner Stadtarchiv fand.
In den folgenden Jahren wurde Paul Johansen zu einem der wichtigsten estländischen Historiker. Seine Forschungen galten vor allem der älteren Stadtgeschichte Tallinns sowie der Agrargeschichte Estlands. Besonderen Wert haben seine Arbeiten zum Liber Census Daniæ als Quelle der nordestnischen Siedlungs- und Wirtschaftsgeschichte im 13. Jahrhundert. Daneben forschte er zum Katechismus von Simon Wanradt und Johann Koell (Wittenberg 1535), der das erste mit Sicherheit belegte Buch in estnischer Sprache darstellt. In schwedischen Archiven fand er das Gründungsdatum der Stadt Paide. 1934 wurde Paul Johansen zum Tallinner Stadtarchivar ernannt.
Mit der von den deutschen Nationalsozialisten propagierten Umsiedlung der Deutsch-Balten („Heim ins Reich“) verließ auch Paul Johansen 1939 Tallinn. Er ließ sich als Historiker in Hamburg nieder und erhielt 1940 eine außerordentliche Professur. Am 22. Juli 1941 beantragte er die Aufnahme in die NSDAP und wurde zum 1. Oktober desselben Jahres aufgenommen (Mitgliedsnummer 8.771.126). Von 1942 bis 1945 war er Dolmetscher der deutschen Wehrmacht im Osten Europas. 1944 besuchte er kurz vor der Besetzung Estlands durch die Rote Armee noch einmal sein Heimatland.
1945/46 war Paul Johansen Kriegsinternierter. Anschließend arbeitete er bis zu seinem Tod als Historiker an der Universität Hamburg. 1964 stellte er die These auf, dass Balthasar Rüssow, der Chronist des 16. Jahrhunderts, estnischer Herkunft gewesen sei. Daneben forschte er zum Leben und Werk Heinrich von Lettlands. Durch seinen frühen Tod blieben viele Arbeiten Johansens allerdings unvollendet.
Paul Johansen war der Vater der Ethnologin Ulla Johansen (1927–2021), des Diplomingenieurs Christian Johansen und der Historikerin Andrea Boockmann (1936–2022) sowie der Schwiegervater des Historikers Hartmut Boockmann.

## Schriften (Auswahl)
- Siedlung und Agrarwesen der Esten im Mittelalter. Ein Beitrag zur estnischen Kulturgeschichte. Mattiesen, Dorpat 1925 (zugleich: Dissertation, Universität Leipzig).
- Die Estlandliste des Liber Census Daniae. Kopenhagen 1933.
- Nordische Mission, Revals Gründung und die Schwedensiedlung in Estland. Wahlström & Widstrand, Stockholm 1951.
- zusammen mit Heinz von zur Mühlen: Deutsch und Undeutsch im mittelalterlichen und frühneuzeitlichen Reval. Böhlau, Köln 1973, ISBN 3-412-96172-8.
- Balthasar Rüssow als Humanist und Geschichtsschreiber. Aus dem Nachlaß hrsg. von Heinz von zur Mühlen. Böhlau, Köln 1996, ISBN 3-412-08795-5.